# CRB Aïn Fakroun
El CRB Aïn Fakroun es un equipo de fútbol de Argelia que juega en la Primera División de Argelia, la segunda categoría de fútbol en el país.

## Historia
Fue fundado en el año 1947 en la ciudad de Aïn Fakroun y ha sido un equipo con una historia algo discreta dentro del fútbol en Argelia, ya que ha pasado la mayor parte de su historia en las divisiones regionales en categoría aficionada.
Fue hasta el año 2011 que clasificó por primera vez a la fase nacional de la Copa de Argelia, donde fue eliminado en la primera ronda por el JS Djijel en penales. Eso fue el inicio del ascenso del club en su nivel.
En la temporada 2012/13 consigue el ascenso al Campeonato Nacional de Argelia por primera vez en su historia como campeón de grupo, pero lamentablemente su estancia en la primera categoría fue de solo una temporada luego de terminar en último lugar entre 16 equipos donde ganó 5, empató 5 y perdió los 20 partidos restantes.

## Palmarés
- Primera División de Argelia: 1

2012/13